# Воинские звания и знаки различия РККА 1935—1940
Персональные воинские звания военнослужащих сухопутных, воздушных и морских сил РККА (1935—1940) — воинские звания, введённые Постановлениями ЦИК СССР № 19 и СНК СССР № 2135 от 22 сентября 1935 года «О введении персональных военных званий начальствующего состава РККА и об утверждении Положения о прохождении службы командным и начальствующим составом РККА».
Объявлены Приказом Народного комиссара обороны СССР (НКО СССР) № 144 от 26 сентября 1935 года.
Постановлениями СНК СССР № 2590 и № 2591 от 2 декабря 1935 года для Сухопутных, Военно-воздушных и Военно-морских сил Рабоче-Крестьянской Красной Армии были установлены форма одежды и знаки различия рядового, командного и начальствующего составов РККА.
Объявлены Приказом НКО СССР № 176 от 3 декабря 1935 года.

## 1935 год
Воинские звания командного и начальствующего составов создавались с использованием двух признаков: воинской специальности (рода деятельности) и ранга, определявшего должностное предназначение носителя звания. В общей сложности для ком- и начсостава Сухопутных сил, ВВС и ВМС РККА было установлено 63 различных воинских звания.
21 ноября 1935 года было опубликовано Постановление ЦИК и СНК СССР «О присвоении военного звания Маршал Советского Союза» советским военачальникам К. Е. Ворошилову, А. И. Егорову, М. Н. Тухачевскому, В. К. Блюхеру и С. М. Будённому.

### Воинские звания, установленные Постановлением ЦИК и СНК СССР от 22 сентября 1935 года
| Сухопутные и Военно-воздушные силы  | Военно-морские силы                 |
| Рядовой и младший командный составы | Рядовой и младший командный составы |
| ----------------------------------- | ----------------------------------- |
| Красноармеец                        | Краснофлотец                        |
| Отделённый командир                 |                                     |
| Младший комвзвод                    | Старшина                            |
| Старшина                            | —                                   |
| Командный состав                    |                                     |
| Лейтенант                           |                                     |
| Старший лейтенант                   |                                     |
| Капитан                             | Капитан-лейтенант                   |
| Майор                               | Капитан 3-го ранга                  |
| Полковник                           | Капитан 2-го ранга                  |
| Комбриг                             | Капитан 1-го ранга                  |
| Комдив                              | Флагман 2-го ранга                  |
| Комкор                              | Флагман 1-го ранга                  |
| Командарм 2-го ранга                | Флагман флота 2-го ранга            |
| Командарм 1-го ранга                | Флагман флота 1-го ранга            |
| Маршал Советского Союза             | —                                   |

| Специальные воинские звания начальствующего состава | Специальные воинские звания начальствующего состава | Специальные воинские звания начальствующего состава | Специальные воинские звания начальствующего состава | Специальные воинские звания начальствующего состава | Специальные воинские звания начальствующего состава | Специальные воинские звания начальствующего состава |
| Военно-политический состав                          | Военно-технический состав                           | Военно-технический состав                           | Военно-хозяйственный и административный состав      | Военно-медицинский состав                           | Военно-ветеринарный состав                          | Военно-юридический состав                           |
| --------------------------------------------------- | --------------------------------------------------- | --------------------------------------------------- | --------------------------------------------------- | --------------------------------------------------- | --------------------------------------------------- | --------------------------------------------------- |
| Военно-политический состав                          | Сухопутные и Военно-воздушные силы                  | Военно-морские силы                                 | Военно-хозяйственный и административный состав      | Военно-медицинский состав                           | Военно-ветеринарный состав                          | Военно-юридический состав                           |
| —                                                   | Воентехник 2-го ранга                               | Воентехник 2-го ранга                               | Техник-интендант 2-го ранга                         | Военфельдшер                                        | Военветфельдшер                                     | Младший военный юрист                               |
| Политрук                                            | Воентехник 1-го ранга                               | Воентехник 1-го ранга                               | Техник-интендант 1-го ранга                         | Старший военфельдшер                                | Старший военветфельдшер                             | Военный юрист                                       |
| Старший политрук                                    | Военинженер 3-го ранга                              | Военинженер 3-го ранга                              | Интендант 3-го ранга                                | Военврач 3-го ранга                                 | Военветврач 3-го ранга                              | Военный юрист 3-го ранга                            |
| Батальонный комиссар                                | Военинженер 2-го ранга                              | Военинженер 2-го ранга                              | Интендант 2-го ранга                                | Военврач 2-го ранга                                 | Военветврач 2-го ранга                              | Военный юрист 2-го ранга                            |
| Полковой комиссар                                   | Военинженер 1-го ранга                              | Военинженер 1-го ранга                              | Интендант 1-го ранга                                | Военврач 1-го ранга                                 | Военветврач 1-го ранга                              | Военный юрист 1-го ранга                            |
| Бригадный комиссар                                  | Бригинженер                                         | Инженер-флагман 3-го ранга                          | Бригинтендант                                       | Бригврач                                            | Бригветврач                                         | Бригвоенюрист                                       |
| Дивизионный комиссар                                | Дивинженер                                          | Инженер-флагман 2-го ранга                          | Дивинтендант                                        | Дивврач                                             | Дивветврач                                          | Диввоенюрист                                        |
| Корпусной комиссар                                  | Коринженер                                          | Инженер-флагман 1-го ранга                          | Коринтендант                                        | Корврач                                             | Корветврач                                          | Корвоенюрист                                        |
| Армейский комиссар 2-го ранга                       | Арминженер                                          | Инженер-флагман флота                               | Арминтендант                                        | Армврач                                             | Армветврач                                          | Армвоенюрист                                        |
| Армейский комиссар 1-го ранга                       | —                                                   | —                                                   | —                                                   | —                                                   | —                                                   | —                                                   |

## 1937 год
Окончательное закрепление произошло с принятием в конце 1937 года нового Устава внутренней службы РККА (УВС-37), в котором чётко отражено новое деление военнослужащих на группы в соответствии с их служебным положением. В частности, на основании пункта 10 главы I раздела 2 «Взаимоотношения между военнослужащими» производилось деление всех военнослужащих на группы в соответствии с их служебным положением на:
- командный состав — к которому относятся военнослужащие, имеющие командное военное звание;
- начальствующий состав — к которому относятся военно-политический, военно-технический, военно-хозяйственный и административный, военно-медицинский и военно-ветеринарный, военно-юридический составы;
- младший командный и младший начальствующий составы;
- рядовой состав.

Пункт 14 данного Устава (УВС-37) перечислял персональные военные звания установленные Постановлениями ЦИК и СНК СССР от 22 сентября 1935 года с дополнениями, вводимыми Постановлениями ЦИК СССР № 104 и СНК СССР № 1296 от 5 августа 1937 года, которые устанавливали персональные звания младший лейтенант и младший воентехник — «для лиц младшего командного и начальствующего состава, окончивших специальные краткосрочные курсы, а также для лиц, прошедших военную службу в порядке раздела X Закона об обязательной военной службе», и младший политрук — «для политработников из лиц младшего командного состава и красноармейцев, не имеющих образования в объёме военно-политического училища».
Тем же пунктом 14 УВС-37 перечислялись воинские звания для рядового и младшего командного состава Военно-морских сил РККА: краснофлотец, отделенный командир, старшина. В то же время в УВС-37 были сохранены должностные знаки различия для воинской должности главный боцман, являвшейся старшей корабельной должностью младшего комсостава для палубной команды на кораблях и судах ВМС РККА (до 1935 года данные знаки различия также соответствовали вышеназванной должности, относившейся ко 2-й служебной категории). В составе корабельной службы ВМС РККА главные боцманы исполняли обязанности, аналогичные обязанностям старших боцманов Российского императорского флота.

## 1938 год
Приказом НКО СССР № 19 от 25 января 1938 года в частях РККА и РК ВМФ вводится институт заместителей и помощников политруков, на которых возлагаются задачи по оказанию помощи политрукам рот (батарей, эскадронов и т. д.) в политическом воспитании бойцов из состава своего взвода. Через некоторое время Постановлением СНК № 426 от 1 апреля 1938 года, объявленного приказом НКО № 045 от 5 апреля 1938 года, для замполитруков вводятся персональные должностные знаки различия, аналогичные званию старшины РККА (в ВМФ — аналогичные должностным знакам различия главного боцмана), с отличительными знаками военно-политического состава РККА (ВМФ) СССР — нарукавными красными звёздами (в ВМФ кроме того — с красными просветами между галунами).

## 1939 год
На внеочередной четвёртой сессии Верховного Совета СССР первого созыва, проходящей в конце августа — начале сентября 1939 года, был принят новый Закон «О всеобщей воинской обязанности». Статья 12 данного Закона разделяла командный (начальствующий) состав РККА на группы: высшую, старшую, среднюю и младшую.
Разделение начальствующего состава РККА существовало и ранее, так как было узаконено ещё в 1925 году первым советским Законом «Об обязательной военной службе»:

<…>
1.  Все военнослужащие и военнообязанные запаса делятся на рядовой и начальствующий составы Рабоче-Крестьянской Красной Армии, причём последний подразделяется на младший, средний, старший и высший.

<…>
1.  Весь начальствующий состав Рабоче-Крестьянской Красной Армии по роду своей службы и подготовке делится на составы: а) командный, б) политический, в) административный, г) медицинский и д) ветеринарный.
2. По занимаемым должностям начальствующий состав подразделяется на младший, средний, старший и высший.

<…>
— Закон СССР от 18 сентября 1925 года «Об обязательной военной службе».
В 1928 и 1930 годах данное разделение также было утверждено следующими советскими Законами «Об обязательной военной службе», уже в соответствии со служебными категориями военнослужащих:

<…>

Начальствующий состав по видам службы делится на составы: командный, политический, административный, медицинский и ветеринарный, а по степени подготовки — на составы: младший, средний, старший и высший, и на служебные категории.

<…>
— 5 и 6 статьи Законов СССР «Об обязательной военной службе» от 8 августа 1928 года и № 42/253б от 13 августа 1930 года соответственно.

### Воинские звания рядового состава Красной Армии и Военно-морского флота к сентябрю 1939 года
| Красная Армия                | Красная Армия                | Красная Армия             | Красная Армия   | Военно-морской флот | Военно-морской флот              |
| ---------------------------- | ---------------------------- | ------------------------- | --------------- | ------------------- | -------------------------------- |
| Петличные знаки различия     | Петличные знаки различия     | Нарукавные знаки различия | Воинское звание | Воинское звание     | Нарукавные знаки различия        |
| Шинель и куртка ватная       | Гимнастёрка                  | Нарукавные знаки различия | Воинское звание | Воинское звание     | Нарукавные знаки различия        |
| Красноармеец РККА, 1935—1940 | Красноармеец РККА, 1935—1940 | отсутствуют               | Красноармеец    | Краснофлотец        | Краснофлотец ВМФ СССР, 1935—1940 |

### Воинские звания командного состава Красной Армии и Военно-морского флота к сентябрю 1939 года
| Красная Армия                       | Красная Армия                       | Красная Армия             | Красная Армия       | Военно-морской флот | Военно-морской флот                                                       | Военно-морской флот                |
| ----------------------------------- | ----------------------------------- | ------------------------- | ------------------- | ------------------- | ------------------------------------------------------------------------- | ---------------------------------- |
| Петличные знаки различия            | Петличные знаки различия            | Нарукавные знаки различия | Воинское звание     | Воинское звание     | Нарукавные знаки различия (галуны)                                        | Нарукавные знаки различия (галуны) |
| Шинель и куртка ватная              | Френч и гимнастёрка                 | Нарукавные знаки различия | Воинское звание     | Воинская должность  | Шинель, бушлат, рубахи фланелевая и форменная, плащ-пальто и белый китель | Тужурка и синий китель             |
| Отделённый командир РККА, 1935—1940 | Отделённый командир РККА, 1935—1940 | отсутствуют               | Отделённый командир | Отделённый командир | нарукавный знак вмф                                                       |                                    |
| Младший комвзвод РККА, 1935—1940    | Младший комвзвод РККА, 1935—1940    | отсутствуют               | Младший комвзвод    | Старшина            | нарукавный знак вмф                                                       | Старшина ВМФ СССР, 1935—1940       |
| Старшина РККА, 1935—1940            | Старшина РККА, 1935—1940            | отсутствуют               | Старшина            | Главный боцман      | нарукавный знак вмф                                                       | Главный боцман ВМФ СССР, 1935—1940 |

| Красная Армия                        | Красная Армия                        | Красная Армия                        | Красная Армия           | Военно-морской флот      | Военно-морской флот                | Военно-морской флот                          |
| ------------------------------------ | ------------------------------------ | ------------------------------------ | ----------------------- | ------------------------ | ---------------------------------- | -------------------------------------------- |
| Петличные знаки различия             | Петличные знаки различия             | Нарукавные знаки различия (шевроны)  | Воинское звание         | Воинское звание          | Нарукавные знаки различия (галуны) | Нарукавные знаки различия (галуны)           |
| Шинель                               | Френч и гимнастёрка                  | Нарукавные знаки различия (шевроны)  | Воинское звание         | Воинское звание          | Шинель, плащ-пальто и белый китель | Тужурка и синий китель                       |
| Средний командный состав             |                                      |                                      |                         |                          |                                    |                                              |
| Младший лейтенант РККА, 1937—1940    | Младший лейтенант РККА, 1937—1940    | Младший лейтенант РККА, 1937—1940    | Младший лейтенант       | Младший лейтенант        | нарукавный знак вмф                | Младший лейтенант ВМФ СССР, 1937—1940        |
| Лейтенант РККА, 1935—1940            | Лейтенант РККА, 1935—1940            | Лейтенант РККА, 1935—1940            | Лейтенант               | Лейтенант                | нарукавный знак вмф                | Лейтенант ВМФ СССР, 1935—1940                |
| Старший лейтенант РККА, 1935—1940    | Старший лейтенант РККА, 1935—1940    | Старший лейтенант РККА, 1935—1940    | Старший лейтенант       | Старший лейтенант        | нарукавный знак вмф                | Старший лейтенант ВМФ СССР, 1935—1940        |
| Старший командный состав             |                                      |                                      |                         |                          |                                    |                                              |
| Капитан РККА, 1935—1940              | Капитан РККА, 1935—1940              | Капитан РККА, 1935—1940              | Капитан                 | Капитан-лейтенант        | нарукавный знак вмф                | Капитан-лейтенант ВМФ СССР, 1935—1940        |
| Майор РККА, 1935—1940                | Майор РККА, 1935—1940                | Майор РККА, 1935—1940                | Майор                   | Капитан 3-го ранга       | нарукавный знак вмф                | Капитан 3-го ранга ВМФ СССР, 1935—1940       |
| Полковник РККА, 1935—1940            | Полковник РККА, 1935—1940            | Полковник РККА, 1935—1940            | Полковник               | Капитан 2-го ранга       | нарукавный знак вмф                | Капитан 2-го ранга ВМФ СССР, 1935—1940       |
| Высший командный состав              |                                      |                                      |                         |                          |                                    |                                              |
| Комбриг РККА, 1935—1940              | Комбриг РККА, 1935—1940              | Комбриг РККА, 1935—1940              | Комбриг                 | Капитан 1-го ранга       | нарукавный знак вмф                | Капитан 1-го ранга ВМФ СССР, 1935—1940       |
| Комдив РККА, 1935—1940               | Комдив РККА, 1935—1940               | Комдив РККА, 1935—1940               | Комдив                  | Флагман 2-го ранга       | нарукавный знак вмф                | Флагман 2-го ранга ВМФ СССР, 1935—1940       |
| Комкор РККА, 1935—1940               | Комкор РККА, 1935—1940               | Комкор РККА, 1935—1940               | Комкор                  | Флагман 1-го ранга       | нарукавный знак вмф                | Флагман 1-го ранга ВМФ СССР, 1935—1940       |
| Командарм 2-го ранга РККА, 1935—1940 | Командарм 2-го ранга РККА, 1935—1940 | Командарм 2-го ранга РККА, 1935—1940 | Командарм 2-го ранга    | Флагман флота 2-го ранга | нарукавный знак вмф                | Флагман флота 2-го ранга ВМФ СССР, 1935—1940 |
| Командарм 1-го ранга РККА, 1935—1940 | Командарм 1-го ранга РККА, 1935—1940 | Командарм 1-го ранга РККА, 1935—1940 | Командарм 1-го ранга    | Флагман флота 1-го ранга | нарукавный знак вмф                | Флагман флота 1-го ранга ВМФ СССР, 1935—1940 |
| Маршал Советского Союза, 1935—1940   | Маршал Советского Союза, 1935—1940   | Маршал Советского Союза, 1935—1940   | Маршал Советского Союза | соответствие отсутствует | соответствие отсутствует           | соответствие отсутствует                     |

| Морская авиация ВМФ         | Морская авиация ВМФ                | Морская авиация ВМФ                | Береговая оборона ВМФ                 | Береговая оборона ВМФ              | Береговая оборона ВМФ              |
| --------------------------- | ---------------------------------- | ---------------------------------- | ------------------------------------- | ---------------------------------- | ---------------------------------- |
| Воинское звание             | Нарукавные знаки различия (галуны) | Нарукавные знаки различия (галуны) | Воинское звание                       | Нарукавные знаки различия (галуны) | Нарукавные знаки различия (галуны) |
| Воинское звание             | Шинель, плащ-пальто и белый китель | Тужурка и синий китель             | Воинское звание                       | Шинель, плащ-пальто и белый китель | Тужурка и синий китель             |
| Младший командный состав    |                                    |                                    |                                       |                                    |                                    |
| Отделённый командир авиации |                                    |                                    | Отделённый командир береговой обороны |                                    |                                    |
| Младший комвзвод авиации    |                                    |                                    | Младший комвзвод береговой обороны    |                                    |                                    |
| Старшина авиации            |                                    |                                    | Старшина береговой обороны            |                                    |                                    |
| Средний командный состав    |                                    |                                    |                                       |                                    |                                    |
| Младший лейтенант авиации   |                                    |                                    | Младший лейтенант береговой обороны   |                                    |                                    |
| Воентехник 2 ранга          |                                    |                                    | Лейтенант береговой обороны           |                                    |                                    |
| Старший лейтенант авиации   |                                    |                                    | Старший лейтенант береговой обороны   |                                    |                                    |
| Старший командный состав    |                                    |                                    |                                       |                                    |                                    |
| Капитан авиации             |                                    |                                    | Капитан береговой обороны             |                                    |                                    |
| Военинженер 2-го ранга      |                                    |                                    | Майор береговой обороны               |                                    |                                    |
| Полковник авиации           |                                    |                                    | Полковник береговой обороны           |                                    |                                    |
| Высший командный состав     |                                    |                                    |                                       |                                    |                                    |
| Комбриг                     |                                    |                                    | Комбриг                               |                                    |                                    |
| Дивинженер                  |                                    |                                    | Комдив                                |                                    |                                    |
| Комкор                      |                                    |                                    | Комкор                                |                                    |                                    |
| Командарм 2-го ранга        |                                    |                                    | Командарм 2-го ранга                  |                                    |                                    |

### Специальные воинские звания начальствующего состава Красной Армии и Военно-морского флота к сентябрю 1939 года
| Знаки различия | Воинское звание                            | Воинское звание                            | Знаки различия                                                                                        | Знаки различия                                              | Воинское звание                          | Воинское звание                               | Знаки различия                            |
| Знаки различия | Воинская должность                         |                                            | Знаки различия                                                                                        | Знаки различия                                              |                                          |                                               | Знаки различия                            |
| Младший начальствующий состав |                                            |                                            | |                                                             |                                          |                                               |                                           |
| Замполитрука РККА, 1938—1942 · Замполитрука РККА, 1938—1942 · Нарукавный знак военно-политического состава Красной Армии                                   | Заместитель политрука (помощник политрука) | Заместитель политрука (помощник политрука) | нарукавный знак ВМФ · нарукавный знак ВМФ                                                             | специальные воинские звания не вводились                    | специальные воинские звания не вводились | специальные воинские звания не вводились      | специальные воинские звания не вводились  |
| Средний начальствующий состав |                                            |                                            | |                                                             |                                          |                                               |                                           |
| специальное воинское звание не вводилось | специальное воинское звание не вводилось   | специальное воинское звание не вводилось   | специальное воинское звание не вводилось                                                              | петлица технического состава · петлица технического состава | Младший воентехник                       | Младший воентехник                            | нарукавный знак ВМФ · нарукавный знак ВМФ |
| Младший политрук РККА, 1935—1942 · Младший политрук РККА, 1935—1942 · Нарукавный знак военно-политического состава Красной Армии                           | Младший политрук                           | Младший политрук                           | Младший политрук ВМФ СССР, 1935—1940 · Младший политрук ВМФ СССР, 1935—1940                           |                                                             | Воентехник 2-го ранга                    | Воентехник 2-го ранга                         | нарукавный знак ВМФ · нарукавный знак ВМФ |
| Политрук РККА, 1935—1942 · Политрук РККА, 1935—1942 · Нарукавный знак военно-политического состава Красной Армии                                           | Политрук                                   | Политрук                                   | Политрук ВМФ СССР, 1935—1940 · Политрук ВМФ СССР, 1935—1940                                           |                                                             | Воентехник 1-го ранга                    | Воентехник 1-го ранга                         | нарукавный знак ВМФ · нарукавный знак ВМФ |
| Старший начальствующий состав |                                            |                                            | |                                                             |                                          |                                               |                                           |
| Старший политрук РККА, 1935—1942 · Старший политрук РККА, 1935—1942 · Нарукавный знак военно-политического состава Красной Армии                           | Старший политрук                           | Старший политрук                           | Старший политрук ВМФ СССР, 1935—1940 · Старший политрук ВМФ СССР, 1935—1940                           |                                                             | Военинженер 3-го ранга                   | Военинженер 3-го ранга                        | нарукавный знак ВМФ · нарукавный знак ВМФ |
| Батальонный комиссар РККА, 1935—1942 · Батальонный комиссар РККА, 1935—1942 · Нарукавный знак военно-политического состава Красной Армии                   | Батальонный комиссар                       | Батальонный комиссар                       | Батальонный комиссар ВМФ СССР, 1935—1940 · Батальонный комиссар ВМФ СССР, 1935—1940                   |                                                             | Военинженер 2-го ранга                   | Военинженер 2-го ранга                        | нарукавный знак ВМФ · нарукавный знак ВМФ |
| Полковой комиссар РККА, 1935—1942 · Полковой комиссар РККА, 1935—1942 · Нарукавный знак военно-политического состава Красной Армии                         | Полковой комиссар                          | Полковой комиссар                          | Полковой комиссар ВМФ СССР, 1935—1940 · Полковой комиссар ВМФ СССР, 1935—1940                         |                                                             | Военинженер 1-го ранга                   | Военинженер 1-го ранга                        | нарукавный знак ВМФ · нарукавный знак ВМФ |
| Высший начальствующий состав |                                            |                                            | |                                                             |                                          |                                               |                                           |
| Бригадный комиссар РККА, 1935—1942 · Бригадный комиссар РККА, 1935—1942 · Нарукавный знак военно-политического состава Красной Армии                       | Бригадный комиссар                         | Бригадный комиссар                         | Бригадный комиссар ВМФ СССР, 1935—1940 · Бригадный комиссар ВМФ СССР, 1935—1940                       |                                                             | Бригинженер                              | Инженер-флагман 3-го ранга                    | нарукавный знак ВМФ · нарукавный знак ВМФ |
| Дивизионный комиссар РККА, 1935—1942 · Дивизионный комиссар РККА, 1935—1942 · Нарукавный знак военно-политического состава Красной Армии                   | Дивизионный комиссар                       | Дивизионный комиссар                       | Дивизионный комиссар ВМФ СССР, 1935—1940 · Дивизионный комиссар ВМФ СССР, 1935—1940                   |                                                             | Дивинженер                               | Инженер-флагман 2-го ранга здесь — дивинженер | нарукавный знак ВМФ · нарукавный знак ВМФ |
| Корпусной комиссар РККА, 1935—1942 · Корпусной комиссар РККА, 1935—1942 · Нарукавный знак военно-политического состава Красной Армии                       | Корпусной комиссар                         | Корпусной комиссар                         | Корпусной комиссар ВМФ СССР, 1935—1940 · Корпусной комиссар ВМФ СССР, 1935—1940                       |                                                             | Коринженер                               | Инженер-флагман 1-го ранга                    | нарукавный знак ВМФ · нарукавный знак ВМФ |
| Армейский комиссар 2-го ранга РККА, 1935—1942 · Армейский комиссар 2-го ранга РККА, 1935—1942 · Нарукавный знак военно-политического состава Красной Армии | Армейский комиссар 2-го ранга              | Армейский комиссар 2-го ранга              | Армейский комиссар 2-го ранга ВМФ СССР, 1935—1940 · Армейский комиссар 2-го ранга ВМФ СССР, 1935—1940 |                                                             | Арминженер                               | Инженер-флагман флота                         | нарукавный знак ВМФ · нарукавный знак ВМФ |
| Армейский комиссар 1-го ранга РККА, 1935—1942 · Армейский комиссар 1-го ранга РККА, 1935—1942 · Армейский комиссар 1-го ранга РККА, 1935—1942              | Армейский комиссар 1-го ранга              | Армейский комиссар 1-го ранга              | Армейский комиссар 1-го ранга ВМФ СССР, 1935—1940 · Армейский комиссар 1-го ранга ВМФ СССР, 1935—1940 | специальные воинские звания не вводились                    | специальные воинские звания не вводились | специальные воинские звания не вводились      | специальные воинские звания не вводились  |

```
*) Петлицы и канты — по роду войск, здесь показаны — для технических войск.
```

| Военно-хозяйственный и административный состав             | Военно-хозяйственный и административный состав | Военно-хозяйственный и административный состав | Военно-хозяйственный и административный состав | Военно-медицинский и Военно-ветеринарный состав   | Военно-медицинский и Военно-ветеринарный состав | Военно-медицинский и Военно-ветеринарный состав | Военно-медицинский и Военно-ветеринарный состав | Военно-юридический состав             | Военно-юридический состав | Военно-юридический состав | Военно-юридический состав |
| Красная Армия                                              | Красная Армия                                  | Военно-морской флот*)                          | Военно-морской флот*)                          | Красная Армия                                     | Красная Армия                                   | Военно-морской флот**)                          | Военно-морской флот**)                          | Красная Армия                         | Красная Армия             | Военно-морской флот**)    | Военно-морской флот**)    |
| ---------------------------------------------------------- | ---------------------------------------------- | ---------------------------------------------- | ---------------------------------------------- | ------------------------------------------------- | ----------------------------------------------- | ----------------------------------------------- | ----------------------------------------------- | ------------------------------------- | ------------------------- | ------------------------- | ------------------------- |
| Знаки различия                                             | Воинское звание                                | Воинское звание                                | Знаки различия                                 | Знаки различия                                    | Воинское звание                                 | Воинское звание                                 | Знаки различия                                  | Знаки различия                        | Воинское звание           | Воинское звание           | Знаки различия            |
| Знаки различия                                             | Воинская должность                             |                                                | Знаки различия                                 | Знаки различия                                    |                                                 |                                                 | Знаки различия                                  | Знаки различия                        |                           |                           | Знаки различия            |
| Средний начальствующий состав                              |                                                |                                                |                                                |                                                   |                                                 |                                                 |                                                 |                                       |                           |                           |                           |
| Техник-интендант 2-го ранга · петлица адмсостава ркка 1935 | Техник-интендант 2-го ранга                    | Техник-интендант 2-го ранга                    | нарукавный знак вмф 1935                       | Военфельдшер · Военфельдшер                       | Военфельдшер                                    | Военфельдшер                                    | нарукавный знак вмф 1935                        | младший военюрист · младший военюрист | Младший военный юрист     | Младший военный юрист     | нарукавный знак вмф       |
| Техник-интендант 1-го ранга · Техник-интендант 1-го ранга  | Техник-интендант 1-го ранга                    | Техник-интендант 1-го ранга                    | нарукавный знак вмф 1935                       | Старший военветфельдшер · Старший военветфельдшер | Старший военветфельдшер                         | Старший военветфельдшер                         | нарукавный знак вмф 1935                        | военюрист · военюрист                 | Военный юрист             | Военный юрист             | нарукавный знак вмф       |
| Старший начальствующий состав                              |                                                |                                                |                                                |                                                   |                                                 |                                                 |                                                 |                                       |                           |                           |                           |
| Интендант 3-го ранга · Интендант 3-го ранга                | Интендант 3-го ранга                           | Интендант 3-го ранга                           | нарукавный знак вмф 1935                       | Военврач 3-го ранга · Военврач 3-го ранга         | Военврач 3-го ранга                             | Военврач 3-го ранга                             | нарукавный знак вмф 1935                        | военюрист 3 ранга · военюрист 3 ранга | Военный юрист 3-го ранга  | Военный юрист 3-го ранга  | нарукавный знак вмф       |
| Интендант 2-го ранга · Интендант 2-го ранга                | Интендант 2-го ранга                           | Интендант 2-го ранга                           | нарукавный знак вмф 1935                       | Военветврач 2-го ранга · Военветврач 2-го ранга   | Военветврач 2-го ранга                          | Военветврач 2-го ранга                          | нарукавный знак вмф 1935                        | военюрист 2 ранга · военюрист 2 ранга | Военный юрист 2-го ранга  | Военный юрист 2-го ранга  | нарукавный знак вмф       |
| Интендант 1-го ранга · Интендант 1-го ранга                | Интендант 1-го ранга                           | Интендант 1-го ранга                           | нарукавный знак вмф 1935                       | Военврач 1 ранга · Военветврач 1-го ранга         | Военврач 1-го ранга                             | Военврач 1-го ранга                             | нарукавный знак вмф 1935                        | военюрист 1 ранга · военюрист 1 ранга | Военный юрист 1-го ранга  | Военный юрист 1-го ранга  | нарукавный знак вмф       |
| Высший начальствующий состав                               |                                                |                                                |                                                |                                                   |                                                 |                                                 |                                                 |                                       |                           |                           |                           |
| Бригинтендант ранга · Бригинтендант                        | Бригинтендант                                  | Бригинтендант                                  | нарукавный знак вмф 1935                       | Бригветврач · Бригветврач                         | Бригветврач                                     | Бригветврач                                     | нарукавный знак вмф 1935                        | Бригвоенюрист · Бригвоенюрист         | Бригвоенюрист             | Бригвоенюрист             | нарукавный знак вмф       |
| Дивинтендант ранга · Дивинтендант                          | Дивинтендант                                   | Дивинтендант                                   | нарукавный знак вмф 1935                       | Дивврач · Дивврач                                 | Дивврач                                         | Дивврач                                         | нарукавный знак вмф 1935                        | диввоенюрист · диввоенюрист           | Диввоенюрист              | Диввоенюрист              | нарукавный знак вмф       |
| Коринтендант · Коринтендант                                | Коринтендант                                   | Коринтендант                                   | нарукавный знак вмф 1935                       | Корврач · Корврач                                 | Корврач                                         | Корврач                                         | нарукавный знак вмф 1935                        | корвоенюрист ранга · Бригвоенюрист    | Корвоенюрист              | Корвоенюрист              | нарукавный знак вмф       |
| Арминтендант ранга · Арминтендант ранга                    | Арминтендант                                   | Арминтендант                                   | нарукавный знак вмф 1935                       | Дивврач · Армврач                                 | Армврач                                         | Армврач                                         | нарукавный знак вмф 1935                        | армвоенюрист · армвоенюрист           | Армвоенюрист              | Армвоенюрист              | нарукавный знак вмф       |

```
*) РККФ: Тужурка и синий китель
**) РККФ: Шинель, плащ-пальто и белый китель
```

### Соответствие командного и начальствующего составов Красной Армии и ВМФ СССР до введения генеральских и адмиральских званий 7 мая 1940 года
| Красная Армия            | Военно-морской флот      | Военно-политический состав                                  | Военно-технический состав     | Военно-технический состав     | Военно-хозяйственный и административный состав | Военно-хозяйственный и административный состав | Военно-медицинский состав     | Военно-медицинский состав     | Военно-ветеринарный состав    | Военно-ветеринарный состав    | Военно-юридический состав     |
| ------------------------ | ------------------------ | ----------------------------------------------------------- | ----------------------------- | ----------------------------- | ---------------------------------------------- | ---------------------------------------------- | ----------------------------- | ----------------------------- | ----------------------------- | ----------------------------- | ----------------------------- |
| Красная Армия            | Военно-морской флот      | Военно-политический состав                                  | Красная Армия                 | Военно-морской флот           | Красная Армия                                  | Военно-морской флот                            | Красная Армия                 | Военно-морской флот           | Красная Армия                 | Военно-морской флот           | Военно-юридический состав     |
| Младший командный состав | Младший командный состав | Младший начальствующий состав                               | Младший начальствующий состав | Младший начальствующий состав | Младший начальствующий состав                  | Младший начальствующий состав                  | Младший начальствующий состав | Младший начальствующий состав | Младший начальствующий состав | Младший начальствующий состав | Младший начальствующий состав |
| Отделенный командир      | Отделенный командир      | соответствие отсутствует                                    | Отделенный командир           | Отделенный командир           | Отделенный командир                            | Отделенный командир                            | Отделенный командир           | Отделенный командир           | Отделенный командир           | Отделенный командир           | соответствие отсутствует      |
| Младший комвзвод         | Старшина                 | соответствие отсутствует                                    | Младший комвзвод              | Старшина                      | Младший комвзвод                               | Старшина                                       | Младший комвзвод              | Старшина                      | Младший комвзвод              | Старшина                      | соответствие отсутствует      |
| Старшина                 | Главный боцман           | Заместитель политрука                                       | Старшина                      | соответствие отсутствует      | Старшина                                       | соответствие отсутствует                       | Старшина                      | соответствие отсутствует      | Старшина                      | соответствие отсутствует      | соответствие отсутствует      |
| Средний командный состав | Средний командный состав | Средний начальствующий состав                               | Средний начальствующий состав | Средний начальствующий состав | Средний начальствующий состав                  | Средний начальствующий состав                  | Средний начальствующий состав | Средний начальствующий состав | Средний начальствующий состав | Средний начальствующий состав | Средний начальствующий состав |
| Младший лейтенант        | Младший лейтенант        | соответствие отсутствует                                    | Младший воентехник            | Младший воентехник            | соответствие отсутствует                       | соответствие отсутствует                       | соответствие отсутствует      | соответствие отсутствует      | соответствие отсутствует      | соответствие отсутствует      | соответствие отсутствует      |
| Лейтенант                | Лейтенант                | Младший политрук                                            | Воентехник 2-го ранга         | Воентехник 2-го ранга         | Техник-интендант 2-го ранга                    | Техник-интендант 2-го ранга                    | Военфельдшер                  | Военфельдшер                  | Военветфельдшер               | Военветфельдшер               | Младший военный юрист         |
| Старший лейтенант        | Старший лейтенант        | Политрук                                                    | Воентехник 1-го ранга         | Воентехник 1-го ранга         | Техник-интендант 1-го ранга                    | Техник-интендант 1-го ранга                    | Старший военфельдшер          | Старший военфельдшер          | Старший военветфельдшер       | Старший военветфельдшер       | Военный юрист                 |
| Старший командный состав | Старший командный состав | Старший начальствующий состав                               | Старший начальствующий состав | Старший начальствующий состав | Старший начальствующий состав                  | Старший начальствующий состав                  | Старший начальствующий состав | Старший начальствующий состав | Старший начальствующий состав | Старший начальствующий состав | Старший начальствующий состав |
| Капитан                  | Капитан-лейтенант        | Старший политрук                                            | Военинженер 3-го ранга        | Военинженер 3-го ранга        | Интендант 3-го ранга                           | Интендант 3-го ранга                           | Военврач 3-го ранга           | Военврач 3-го ранга           | Военветврач 3-го ранга        | Военветврач 3-го ранга        | Военный юрист 3-го ранга      |
| Майор                    | Капитан 3-го ранга       | Батальонный комиссар                                        | Военинженер 2-го ранга        | Военинженер 2-го ранга        | Интендант 2-го ранга                           | Интендант 2-го ранга                           | Военврач 2-го ранга           | Военврач 2-го ранга           | Военветврач 2-го ранга        | Военветврач 2-го ранга        | Военный юрист 2-го ранга      |
| Полковник                | Капитан 2-го ранга       | Полковой комиссар                                           | Военинженер 1-го ранга        | Военинженер 1-го ранга        | Интендант 1-го ранга                           | Интендант 1-го ранга                           | Военврач 1-го ранга           | Военврач 1-го ранга           | Военветврач 1-го ранга        | Военветврач 1-го ранга        | Военный юрист 1-го ранга      |
| Высший командный состав  | Высший командный состав  | Высший начальствующий состав                                | Высший начальствующий состав  | Высший начальствующий состав  | Высший начальствующий состав                   | Высший начальствующий состав                   | Высший начальствующий состав  | Высший начальствующий состав  | Высший начальствующий состав  | Высший начальствующий состав  | Высший начальствующий состав  |
| Комбриг                  | Капитан 1-го ранга       | Бригадный комиссар                                          | Бригинженер                   | Инженер-флагман 3-го ранга    | Бригинтендант                                  | Бригинтендант                                  | Бригврач                      | Бригврач                      | Бригветврач                   | Бригветврач                   | Бригвоенюрист                 |
| Комдив                   | Флагман 2-го ранга       | Дивизионный комиссар                                        | Дивинженер                    | Инженер-флагман 2-го ранга    | Дивинтендант                                   | Дивинтендант                                   | Дивврач                       | Дивврач                       | Дивветврач                    | Дивветврач                    | Диввоенюрист                  |
| Комкор                   | Флагман 1-го ранга       | Корпусной комиссар                                          | Коринженер                    | Инженер-флагман 1-го ранга    | Коринтендант                                   | Коринтендант                                   | Корврач                       | Корврач                       | Корветврач                    | Корветврач                    | Корвоенюрист                  |
| Командарм 2-го ранга     | Флагман флота 2-го ранга | Армейский комиссар 2-го ранга                               | Арминженер                    | Инженер-флагман флота         | Арминтендант                                   | Арминтендант                                   | Армврач                       | Армврач                       | Армветврач                    | Армветврач                    | Армвоенюрист                  |
| Командарм 1-го ранга     | Флагман флота 1-го ранга | Армейский комиссар 1-го ранга                               | соответствие отсутствует      | соответствие отсутствует      | соответствие отсутствует                       | соответствие отсутствует                       | соответствие отсутствует      | соответствие отсутствует      | соответствие отсутствует      | соответствие отсутствует      | соответствие отсутствует      |
| Маршал Советского Союза  | соответствие отсутствует | Генеральный армейский комиссар (армейский комиссар-генерал) | соответствие отсутствует      | соответствие отсутствует      | соответствие отсутствует                       | соответствие отсутствует                       | соответствие отсутствует      | соответствие отсутствует      | соответствие отсутствует      | соответствие отсутствует      | соответствие отсутствует      |

В действующей армии сформировалась иерархия военных званий командного состава, отвечающая построению армейской структуры согласно принципу утроения: каждое более крупное формирование включало в себя три более мелких формирования — стрелковый взвод под командованием лейтенанта состоял из трёх отделений, рота под командованием капитана (старшего лейтенанта) — из трёх взводов, батальон под командованием майора — из трёх рот, полк под командованием полковника — из трёх батальонов.
Более крупные формирования, крупнее полка (бригада, дивизия, корпус, армия и группа армий), получившие распространение на время войн со значительной массовостью, требовали особого подхода.

По-своему развивалась иерархия званий политического состава и начальствующего состава.
Согласно 41 статье Закона «О всеобщей воинской обязанности» от 1 сентября 1939 года, постановлением СНК № 2690 от 1 сентября 1939 года, объявленного приказом НКО № 226 от 26 июля 1940 года и утверждённого постановлением СНК № 1342 от 26 июля 1940 года, были введены воинские звания подполковника и старшего батальонного комиссара. Согласно данному приказу № 226 вышеупомянутые звания вводились в РККА с 30 июля 1940 года.
Но к тому времени Указом Президиума Верховного Совета СССР от 7 мая 1940 года, объявленного приказами НКО № 112 от 8 мая 1940 года и НК ВМФ № 233 от 11 мая 1940 года, вводились генеральские и адмиральские звания, благодаря чему менялась вся система званий высшего командного состава Красной Армии и ВМФ СССР, поэтому это был уже следующий этап в истории воинских званий Советского Союза.

## Знаки различия
С декабря 1935 года для военнослужащих Сухопутных, Военно-воздушных и Военно-морских сил РККА в соответствии с введёнными персональными званиями были утверждены новые знаки различия. Всем военнослужащим Сухопутных и Военно-воздушных сил РККА устанавливались петличные знаки различия.
Петлицы различались в зависимости от предметов формы одежды: на шинелях и куртках ватных располагались ромбовидные петлицы, на френчах и гимнастёрках петлицы в виде параллелограмма (кроме петлиц Маршалов Советского Союза). Петлицы командного состава РККА (от среднего до высшего включительно) имели узкий галун из сукна золотого цвета. На петлицах рядового, младшего командного, а также всего начальствующего состава (от младшего до высшего включительно) золотого галуна не было. Они имели окантовку (выпушку) различного цвета в соответствии с принадлежностью к службе.
Кроме петлиц, для лиц командного состава (от среднего до высшего включительно) предусматривались нарукавные знаки в виде шевронов, называемые «угольниками», которые нашивались на рукавах шинелей и гимнастёрок выше обшлагов. Для высшего комсостава угольники выполнялись из золотого галуна шириной 1,5 см. Для командармов 1-го ранга и Маршалов Советского Союза — 3-см золотой шеврон, кроме того последним полагался второй 1,5-см красный шеврон, нашитый без просвета ниже золотого. Нарукавные звёзды командармов 1-го ранга и Маршалов Советского Союза были диаметром 6 см — на шинелях, и 5 см — на френчах и гимнастёрках. Для старшего и среднего командных составов — шевроны из красного сукна: для старшего — шириной 1,5 см (для полковников — окаймлённые 5-мм золотым галуном), для среднего комсостава — шириной 0,75 см.
Для военно-политического состава РККА вместо нарукавных шевронов полагались красные звёзды несколько затуплённой формы и диаметром 5,5 см, окантованные красным шёлком шириной 3 мм, с золотыми серпом и молотом внутри (для армейских комиссаров 1-го ранга — золотые звёзды без серпа и молота, той же формы и диаметра, что и нарукавные звёзды командармов 1-го ранга).
| Род войск (службы)                                                                        | Цвет петлиц   | Цвет кантов |
| ----------------------------------------------------------------------------------------- | ------------- | ----------- |
| Пехота                                                                                    | малиновый     | чёрный      |
| Кавалерия                                                                                 | синий         | чёрный      |
| Артиллерия                                                                                | чёрный        | красный     |
| Автобронетанковые войска                                                                  | чёрный бархат | красный     |
| Технические войска                                                                        | чёрный        | синий       |
| Химические войска                                                                         | чёрный        | чёрный      |
| Авиация                                                                                   | голубой       | чёрный      |
| Военно-хозяйственный и административный, военно-медицинский и военно-ветеринарный составы | тёмно-зелёный | красный     |

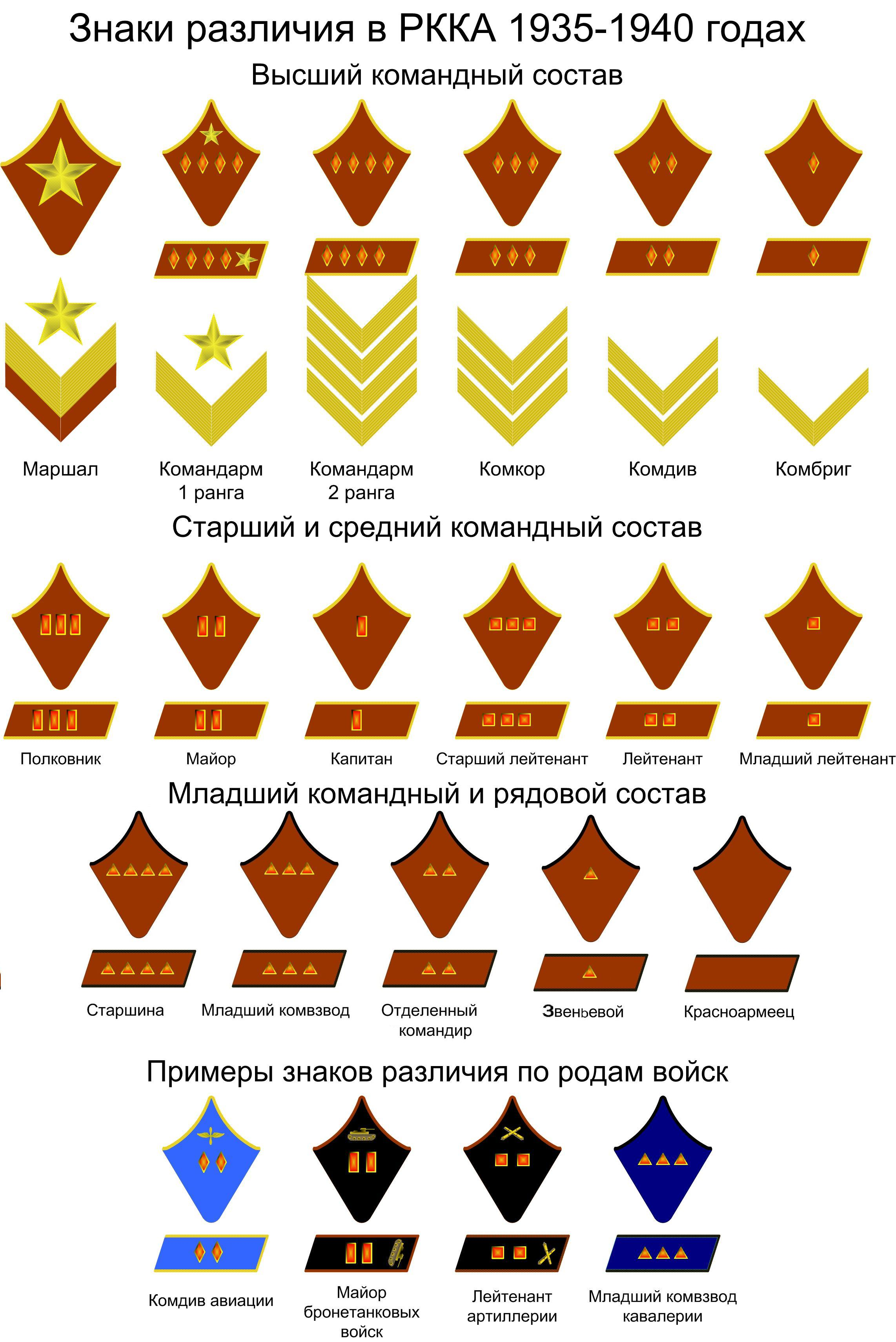
Образцы знаков различия командного и рядового составов Сухопутных и Военно-воздушных сил РККА. На рисунке имеется неточность: в период 1935—1940 годов воинского звания «Звеньевой», а соответственно и его знаков различия, Постановлением СНК СССР № 2590 от 02.12.1935 введено не было. Также согласно УВС-37, должностные знаки различия для воинской должности «Командир звена (звеньевой)» не предусматривались.
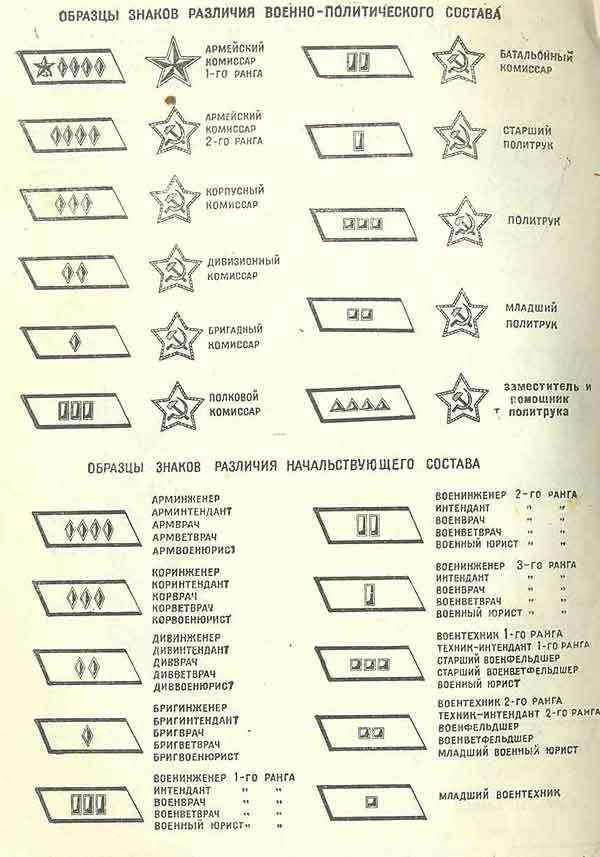
Образцы знаков различия начальствующего состава Сухопутных и Военно-воздушных сил РККА.

Курсанты рядового, младшего ком- и начсоставов военных училищ РККА носили петлицы, установленные для рядового и младшего командного (младшего начальствующего) составов соответствующего рода войск, кадры которого готовило училище. На петлицах курсантов рядового состава нашивалась жёлтыми нитями либо наносилась жёлтой краской по трафарету шифровка военного училища.
Курсанты младшего командного и младшего начальствующего составов вместо шифровки в петлицах носили знаки различия, соответствующие своему воинскому званию (треугольники младшего ком- и начсостава).
| Род службы                                       | Род службы                                       | Цвет галунов и звёзд над галунами | Цвет просветов (выпушек) между галунами |
| ------------------------------------------------ | ------------------------------------------------ | --------------------------------- | --------------------------------------- |
| Командный состав Морского флота                  | Командный состав Морского флота                  | жёлтый (золотой)                  | цвет материала обмундирования           |
| Командный состав Береговой обороны               | Командный состав Береговой обороны               | жёлтый (золотой)                  | тёмно-коричневый                        |
| Командный состав Морской авиации                 | Командный состав Морской авиации                 | жёлтый (золотой)                  | светло-голубой                          |
| Военно-политический состав                       | Военно-политический состав                       | жёлтый (золотой)                  | красный                                 |
| Военно-технический состав                        | Морской флот                                     | жёлтый (золотой)                  | малиновый                               |
| Военно-технический состав                        | Береговая оборона и Морская авиация              | белый (серебряный)                | малиновый                               |
| Военно-хозяйственный и административный состав   | Военно-хозяйственный и административный состав   | белый (серебряный)                | цвет материала обмундирования           |
| Военно-медицинский и военно-ветеринарный составы | Военно-медицинский и военно-ветеринарный составы | белый (серебряный)                | зелёный                                 |
| Военно-юридический состав                        | Военно-юридический состав                        | белый (серебряный)                | фиолетовый                              |

Постановлением СНК СССР № 2591 от 2 декабря 1935 года для военнослужащих ВМС РККА (после 30 декабря 1937 года — ВМФ СССР) устанавливались традиционные для флота нарукавные знаки различия, называемые «галунами», нашиваемые параллельно нижнему краю рукава на расстоянии 0,75 см от верхней строчки обшлага, и имевшие 3 типа:
- узкие — 0,6 см;
- средние — 1,3 см;
- широкие — 3,2 см.

Ширина просветов между галунами составляла 5 мм, цвет просветов (выпушек) устанавливался в зависимости от рода службы.
Длина галунов зависела от конкретного типа формы одежды:
- 8 см[К 17] — на шинелях, бушлатах, плащ-пальто[К 5], белых кителях[К 5][3], рубахах фланелевых и форменных[23];
- от шва до шва — на тужурках[К 5] и синих суконных кителях[К 5][3].

Всему командному и начальствующему составу ВМС РККА (кроме военно-политического) также было установлено ношение поверх галунов на обоих рукавах, на расстоянии 2 см от края верхнего галуна — пятиконечных звёзд диаметром 3 см, остриём кверху, одинакового цвета с галунами.
Тем же Постановлением СНК СССР № 2591 для военно-политического состава ВМС РККА устанавливались красные нарукавные звёзды диаметром 4 см, окантованные 2-мм золотым галуном, без серпа и молота внутри.
Военнослужащие рядового и младшего командного (младшего начальствующего) составов ВМС РККА на нарукавных знаках различия носили красные звёзды диаметром 4,5 см, установленные Приказом зам. начальника ВМС РККА № 52 от 16 апреля 1934 года «О форме одежды личного состава ВМС РККА и правилах её ношения»: рядовой состав — без окантовки, младший командный и младший начальствующий составы — с золотой окантовкой.
Кроме нарукавных знаков различия, обозначавших звание, военнослужащие рядового, и младшего ком- и начсоставов ВМС РККА носили на левом рукаве шинелей, бушлатов, фланелевых рубах и синих кителей выше локтевого сгиба — специальные знаки по корабельной специальности (штаты), установленные вышеупомянутыми Правилами ношения формы одежды личным составом ВМС РККА.
Штаты представляли собой вышитые красными нитями эмблемы рода службы, помещённые в круг диаметром 10,5 см с красной окантовкой (для военнослужащих сверхсрочной службы — с жёлтой окантовкой) — всего 21 знак. Рядовой и младший командный (младший начальствующий) составы, чьих знаков по специальности Правилами установлено не было, нарукавных штатов не носили.
Курсанты военно-морских учебных заведений (ВМУЗ'ов), согласно данным Правилам, вместо штатов носили нарукавный знак в виде вышитого жёлтыми нитями якоря с переплетающим его канатом на прямоугольной нашивке из чёрного сукна размером 6 × 9 см без окантовки.
Курсанты училищ Береговой обороны (БО) носили нарукавный знак в виде вышитых жёлтыми нитями скрещенных стволов орудий в ромбе из чёрного сукна размером диагоналей 6 × 9,5 см с жёлтой 2-мм окантовкой, расположенным бо́льшей диагональю вертикально.
Кроме того, всем курсантам ВМУЗ'ов ВМС РККА выше локтевого сгиба и ниже нарукавного якоря (или знака БО) предписывалось носить красные шевроны («угольники») количеством от 1 до 4 — по курсу обучения, на котором в данный период обучался курсант.
Для рядового, и младшего ком- и начсоставов Морской авиации (с 1938 года — ВВС ВМФ СССР) штатов не предусматривалось. В то же время всем военнослужащим командного и начальствующего составов (включая младший командный и младший начальствующий), относившимся к лётно-подъёмному составу РККА, Приказом НКО СССР от 17 декабря 1936 года № 229 предписывалось носить на левом рукаве, выше локтевого сгиба, единый «Знак лётного состава» в виде крыльев, со скрещенными мечами и пропеллером с красной звездой, введённый Приказом РВС СССР от 8 августа 1924 года № 1030 для красных военных лётчиков (красвоенлётов). Данный нарукавный знак военных лётчиков соответственно «перешёл» и на униформу красвоенлётов гидроавиации, при введении для них флотской формы одежды, в соответствии с Приказом РВС СССР от 27 апреля 1926 года № 223.
В 1939—1940 годах были введены некоторые новые воинские звания (например, подполковник и старший батальонный комиссар), а также изменены некоторые знаки различия. Однако реальное их применение запоздало. Таким образом, в начале Великой Отечественной войны многие военнослужащие фактически продолжали носить приведённые выше знаки различия.

### Петличные знаки и эмблемы на петлицах
На петлицах военнослужащих размещались эмблемы по роду войск (службы). Петлицы разных родов войск различались цветом и кантами. К примеру: петлицы пехоты были малинового, кавалерии — синего цвета, с одинаковыми для обоих родов войск чёрными кантами.
До 1936 года военнослужащие РККА продолжали носить эмблемы родов войск (служб), установленные Приказом РВС СССР № 807 от 20 июня 1924 года (всего 24 эмблемы), с дополнениями внесёнными Приказами РВС СССР:
- № 1058 от 19 августа 1924 года (изменена эмблема военных медиков)[37][38];
- № 721 от 7 декабря 1926 года (введена эмблема химических частей)[39][40];
- № 220 от 18 ноября 1932 года (введены петлицы военных атташе)[41][42].

Однако централизованного изготовления и снабжения войск эмблемами организовано не было, их изготовление и обеспечение ими личного состава возлагалось на сами воинские части. Командование этих частей заказывало изготовление эмблем, как правило, в различных местных кооперативных организациях типа мелких мастерских или артелей, зачастую внося в их дизайн собственные коррективы — исходя из личных предпочтений, либо вообще предпочитая более ранние варианты образца 1922 года. К примеру, военнослужащие Механизированных войск вместо 3-х различных эмблем, утверждённых в 1924 году Приказом РВС СССР № 807 для броневых, танковых и автобронетанковых частей — предпочитали носить единую эмблему Броневых сил РККА, утверждённую Приказом РВСР № 1312 от 29 мая 1922 года. Вышестоящее командование на эту «неуставную самодеятельность» в большинстве случаев смотрело сквозь пальцы.
10 марта 1936 года Приказом НКО СССР № 33 для военнослужащих Сухопутных и Военно-воздушных сил РККА устанавливаются новые петличные эмблемы, количество которых сокращено до 17. Данный набор эмблем просуществовал практически без изменений до 1942 года (лишь 31 августа 1936 года Приказом НКО СССР № 165 эмблема Железнодорожных войск и ВОСО была заменена на другую).
На рисунке ниже (слева направо):
- Верхний ряд:
  - войска связи и подразделения связи во всех родах войск,
  - инженерные войска (кроме частей, имеющих собственные эмблемы),
  - химические войска,
  - железнодорожные войска (ЖДВ) и ВОСО (эмблема до 31.08.1936)[К 20],
  - военно-медицинский состав (эмблема золотого цвета),
  - военно-ветеринарный состав (эмблема серебряного цвета),
  - понтонные части инженерных войск.
- Средний ряд:
  - военно-воздушные силы,
  - автобронетанковые войска (АБТ войска),
  - сапёрные части и подразделения во всех родах войск,
  - военно-технический состав во всех родах войск (техники и инженеры),
  - артиллерия,
  - административный и военно-хозяйственный (интендантский) состав во всех родах войск,
  - военные дирижёры и музыканты (капельмейстеры).
- Нижний ряд:
  - автомобильные части,
  - военно-юридический состав,
  - электротехнические части инженерных войск.

Пехота, кавалерия и военно-политический состав согласно Приказу НКО СССР № 33 от 10 марта 1936 года эмблем по роду войск не имели. Отличительными знаками военно-политического состава РККА являлись красные нарукавные пятиконечные звёзды с серпом и молотом (для армейских комиссаров 1-го ранга — золотая звезда без серпа и молота).

### Фотогалерея

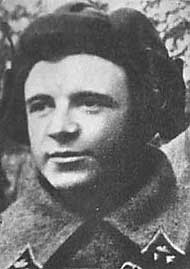
Лейтенант Д. Ф. Лавриненко
Полковник П. М. Ягунов
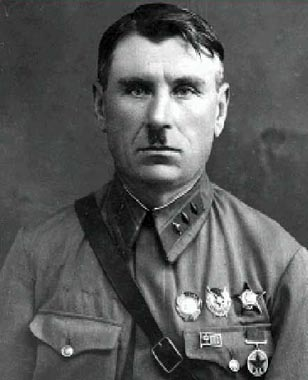
Комкор С. Д. Акимов
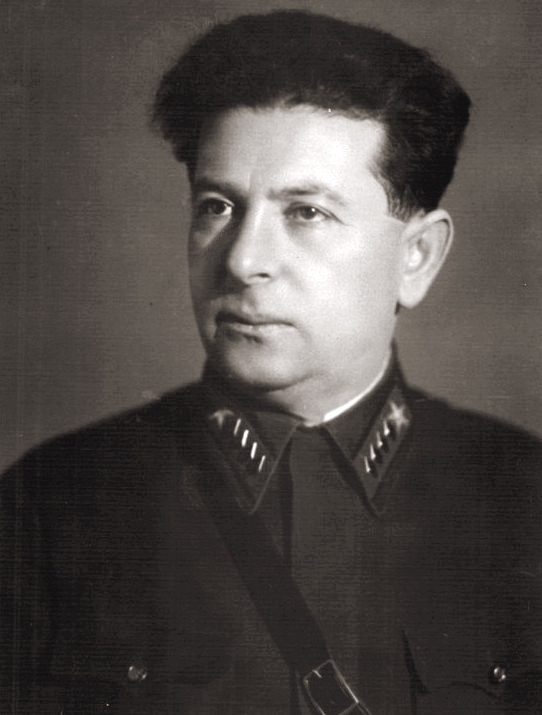
Армейский комиссар 1 ранга Л. З. Мехлис
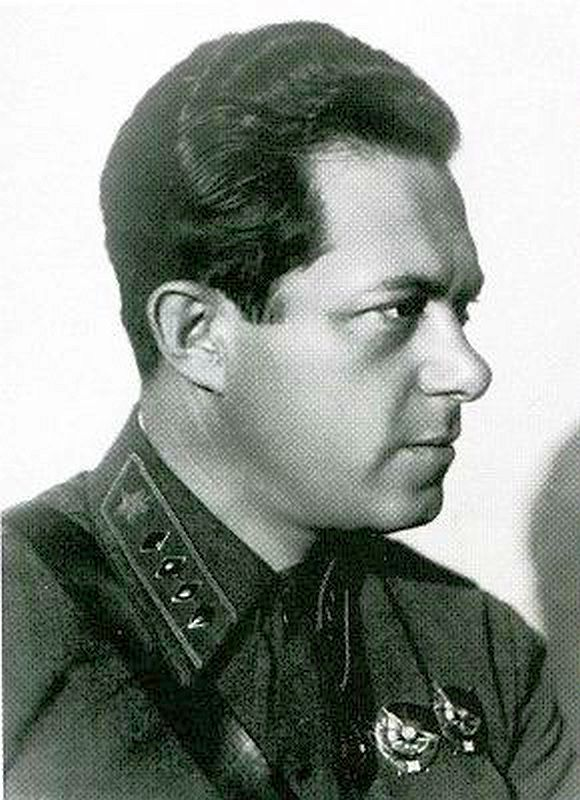
Командарм 1 ранга И. Э. Якир
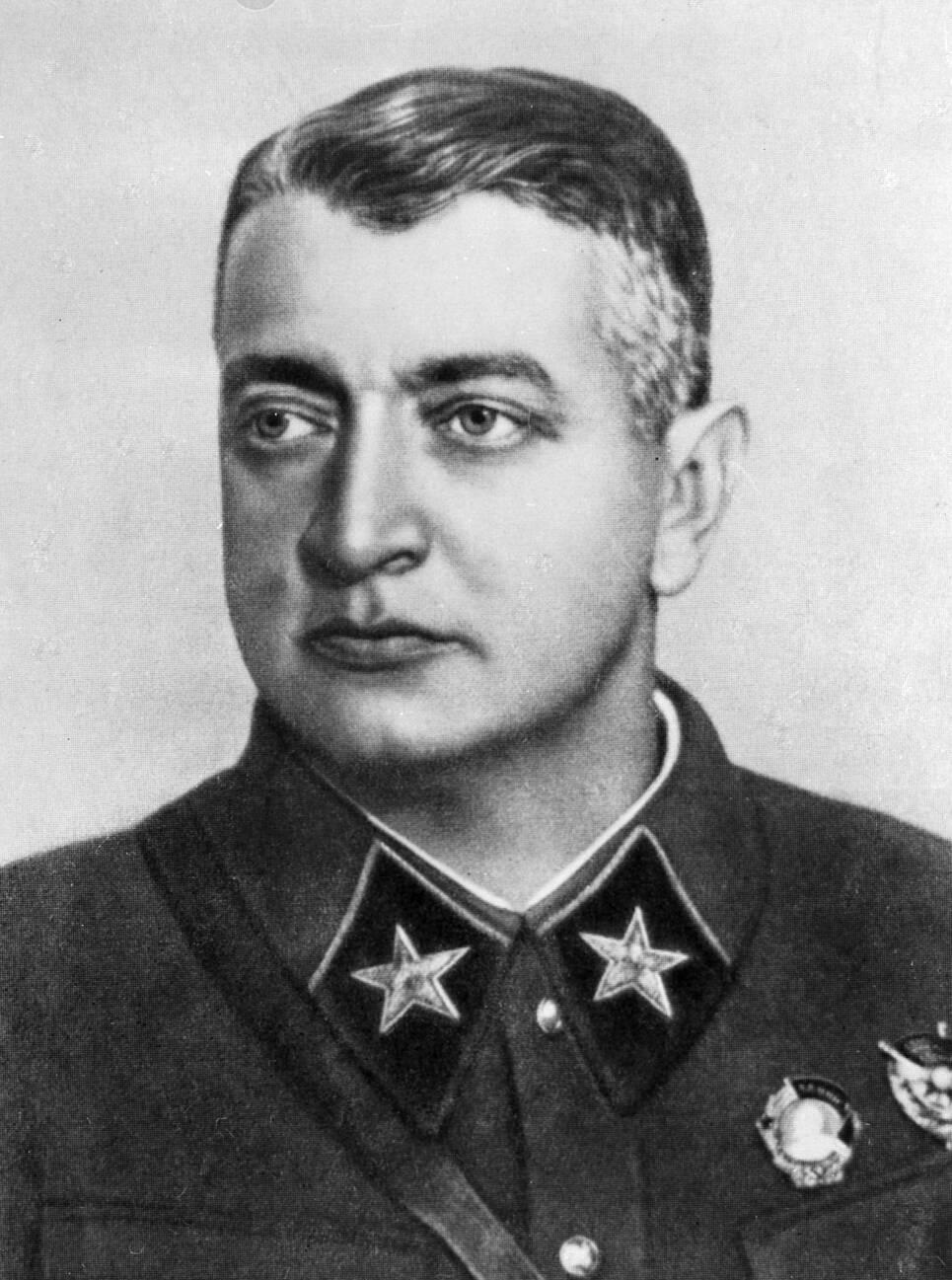
Маршал Советского Союза М. Н. Тухачевский
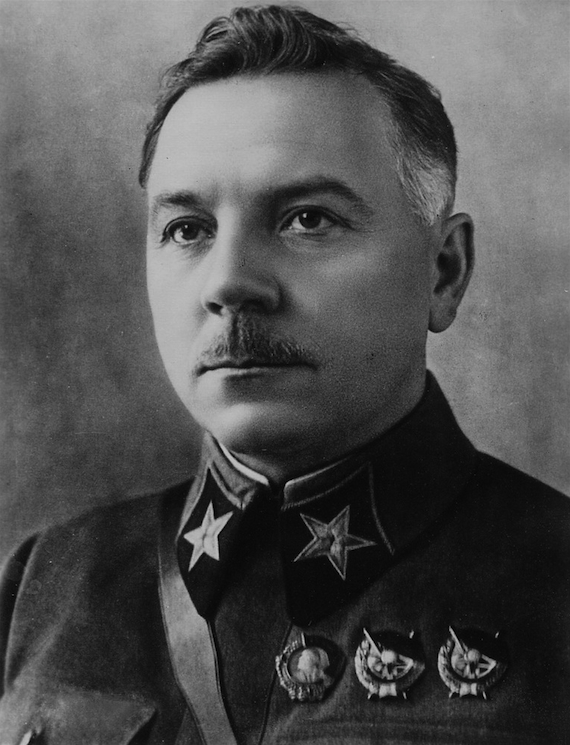
Маршал Советского Союза К. Е. Ворошилов
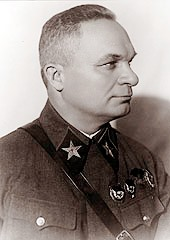
Маршал Советского Союза А. И. Егоров

## Комментарии
1. ↑  Литературная норма того времени: устар. «военное звание» — воинское звание.
2. 1 2 3  Воинская должность главный боцман существовала (и существует) на кораблях, где согласно штатному расписанию имеется боцманская команда и соответственно должность её начальника — главного боцмана (как правило, на кораблях 1-го и 2-го рангов).
3. 1 2 3  Куртка ватная с «кокеткой» образца 1935 года, была введена для переменного состава территориальных частей РККА вместо шинели в качестве зимней формы одежды (не следует путать с курткой ватной стёганной [т. н. «телогрейкой»], установленной в качестве дополнительной [под шинель] и рабочей формы одежды для военнослужащих кадровых частей РККА).
4. 1 2  «Правилами ношения формы одежды военнослужащими РККА», введёнными Приказом РВС СССР от 18 ноября 1932 года № 220[14][15][16], военнослужащим сверхсрочной службы младшего ком- и начсостава 2-й служебной категории, им равным и выше (после 1935 года — в воинском звании младший комвзвод, им равным и выше) устанавливалось ношение формы одежды командного и начальствующего составов РККА соответствующих родов войск (служб) и видов вооружённых сил.
5. 1 2 3 4 5 6 7 8 9  «Правилами ношения формы одежды личным составом Военно-морских сил РККА», введёнными Приказом заместителя начальника ВМС РККА от 16 апреля 1934 года № 52[17], военнослужащим сверхсрочной службы младшего ком- и начсостава 2-й служебной категории, им равным и выше (после 1935 года — в воинском звании старшина, им равным и выше), в том числе состоящим в воинской должности главный боцман, устанавливалось ношение формы одежды командного и начальствующего составов ВМС РККА.
6. 1 2 3 4  Воинская должность (не следует путать с воинским званием), имевшая персональные должностные знаки различия.
7. 1 2 3 4 5  Кроме командного и начальствующего составов Береговой обороны и Морской авиации, военнослужащие которых носили флотские знаки различия и униформу, но имели соответствующие воинские звания Сухопутных сил РККА.
8. ↑  Для младшего начальствующего состава специальных воинских званий не вводилось. Пунктом 14 УВС-37 для всего младшего командного и младшего начальствующего составов устанавливались единые воинские звания.
К военно-техническому, военно-хозяйственному и военно-медицинскому (военно-ветеринарному) составам соответственно относились:
  - военнослужащие ремонтно-восстановительных частей (подразделений) и технических БЧ корабля (мотористы, машинисты, электрики и т. д.);
  - военнослужащие частей (подразделений) материально-технического обеспечения и младшего хозяйственного состава корабля (баталёры, кладовщики и т. д.);
  - военнослужащие младшего медперсонала медсанбатов и военных госпиталей (госпитальных судов), и т. п.;
  - военнослужащие младшего ветперсонала военно-ветеринарных учреждений РККА — полковых, дивизионных, армейских и эвакуационных ветеринарных лазаретов, и т. д.
9. 1 2 3  Звания введены Постановлениями ЦИК СССР № 104 и СНК СССР № 1296 от 5 августа 1937 года, объявленных приказом НКО № 166 от 20 августа 1937 года.
10. ↑  Звание, запланированное наркомом обороны К. Е. Ворошиловым и поданное в Политбюро ЦК ВКП(б) 17 марта 1940 года для утверждения, но так и не введённое.
11. ↑  Кроме командного состава (от среднего до высшего включительно), имевшего вместо цветного канта золотой галун.
12. ↑  Расцветки пехоты одновременно являлись и общевойсковыми — их носили все, кому не положены иные расцветки.

Военно-юридический состав носил петлицы того рода войск, в котором проходил службу. Учитывая то, что юридические должности имелись в структурах от штаба дивизии и выше, следовательно, военные юристы могли носить только пехотные (общевойсковые), кавалерийские, автобронетанковые или авиационные петлицы.
13. ↑  Для рядового состава не бархат, а чёрное сукно.
14. ↑  К техническим войскам отнесены: Инженерные войска, Войска связи и Железнодорожные войска.
15. ↑  Кроме военно-политического и младшего командного (младшего начальствующего) составов, для которых устанавливались красные нарукавные звёзды с золотой окантовкой.
16. ↑  Для военнослужащих командного и начальствующего составов, имевших воинское звание обозначаемое одним нарукавным галуном — цветная выпушка по верхнему и нижнему краям галуна.
17. ↑  8-см галуны вместе с нарукавными звёздами нашивались на прямоугольные матерчатые клапаны (трафареты) размером 8 × 16,5 см[22] цвета обмундирования, пришиваемые в качестве нарукавных знаков различия[3].
18. ↑  Пилоты, штурманы (в том числе лётчики-наблюдатели и стрелки́-бомбардиры), бортинженеры (в том числе бортмеханики и борттехники), воздушные стрелки́ (в том числе стрелки́-мотористы и стрелки́-радисты), а также бортрадисты и т. п.
19. ↑  Литературная норма того времени: устар. «гидроавиация» — морская авиация.
20. ↑  Эмблему ЖДВ и ВОСО после 31.08.1936 см. на рис. справа.